# Condado de Livingston (Misuri)
El condado de Livingston (en inglés: Livingston County), fundado en 1837, es uno de 114 condados del estado estadounidense de Misuri. En el año 2008, el condado tenía una población de 14,558 habitantes y una densidad poblacional de 8 personas por km². La sede del condado es Chillicothe. El condado recibe su nombre en honor al Secretario de Estado Edward Livingston.

## Geografía
Según la Oficina del Censo, el condado tiene un área total de 1395 km² (538,6 mi²), de la cual 1384 km² (534,4 mi²) es tierra y 11 km² (4,2 mi²) (0.73%) es agua.

### Condados adyacentes
- Condado de Grundy (norte)
- Condado de Linn (este)
- Condado de Chariton (sureste)
- Condado de Carroll (sur)
- Condado de Caldwell (suroeste)
- Condado de Daviess (noroeste)

## Demografía
Según la Oficina del Censo en 2000, los ingresos medios por hogar en el condado eran de $32,290, y los ingresos medios por familia eran $40,902. Los hombres tenían unos ingresos medios de $29,782 frente a los $19,249 para las mujeres. La renta per cápita para el condado era de $16,685. Alrededor del 12.50% de la población estaban por debajo del umbral de pobreza.

## Transporte

### Carreteras principales
- U.S. Route 36
- U.S. Route 65
- Route 190

## Localidades
| - Avalon - Chillicothe - Chula | - Dawn - Ludlow - Mooresville | - Utica - Wheeling |  |